# Copestylum pica
Copestylum pica är en tvåvingeart som först beskrevs av Ignaz Rudolph Schiner 1868.  Copestylum pica ingår i släktet Copestylum och familjen blomflugor. Inga underarter finns listade i Catalogue of Life.